# Addiction sexuelle
Ne doit pas être confondu avec Hypersexualité ou Hypersexualisation.
 Mise en garde médicale
L'addiction sexuelle ou dépendance sexuelle est la perte de contrôle de la sexualité et la poursuite du comportement pathologique lié à l'acte sexuel malgré la connaissance de ses conséquences négatives.
La dépendance sexuelle n'est pas référencée par le manuel diagnostique et statistique des troubles mentaux (DSM-V) au même titre que l'alcoolisme ou la prise régulière de drogues comme la cocaïne, l'héroïne, le crack ou l'ecstasy. En effet, l'American Psychological Association a refusé de la considérer comme une addiction, malgré de nombreux débats au sein de la communauté scientifique.
Cette notion est à ce jour très discutée, en ceci qu'elle ne repose sur aucun protocole scientifique démontrable (au sens expérimental)[réf. souhaitée]. Elle est très influencée par des croyances religieuses (cf. la notion d'abstinence dans le catholicisme). Selon l'institut fédératif des addictions comportementales (IFAC), la prise en charge peut se faire par une psychothérapie et un groupe d'entraide.

## Histoire
Le concept de dépendance sexuelle a été introduit pour la première fois au milieu des années 1970 à Boston par un membre des Alcooliques anonymes (Al Anon).
Cette addiction a ensuite fait l'objet d'un ouvrage de Patrick Carnes en 1980 intitulé Out of the Shadows: understanding Sexual Addiction.

## Typologie et caractéristiques
Il existe deux types d'addictions : les addictions/dépendances avec produit, et les addictions sans produit.
L'addiction sexuelle fait partie des addictions dites « sans produit », si ce n'est à une autre personne (mais pas toujours). Selon le Dictionnaire des addictions de Laurent Karila, l'addiction sexuelle est définie comme « une addiction comportementale dont il existe différentes présentations cliniques comme la masturbation compulsive, la drague compulsive, la consultation compulsive de sites internet classés X, de journaux ou de services téléphoniques à caractère pornographique, de sex shops, de peep shows, de bars lap-dance et l'hypersexualité ».

L'addiction se développe par stades d'après Sussman :
- après l'initiation, recherche de plaisir ou sensation forte, baisse de la douleur, fuite de sensations difficiles et émotions négatives.
- préoccupation avec des pensées excessives pour l'objet de l'addiction, plus de temps passé dans la planification et la consommation. Le temps déborde sur les activités de loisirs et la vie quotidienne.
- satiété temporaire : plus d'envie ou d'envie irrésistible.
- perte de contrôle : ne peut pas stopper le comportement ni prédire son apparition, le comportement devient de plus en plus automatique.
- présence de conséquences négatives (physiques, psychologiques, relationnelles, financières) : la conduite addictive peut continuer pour mieux supporter ces conséquences ou les fuir.

Selon le docteur Aviel Goodman, les critères de la dépendance sexuelle sont « la perte de contrôle et la poursuite du comportement pathologique malgré la connaissance de ses conséquences négatives pour l'individu ». Comme toute addiction, la dépendance sexuelle est dissimulée à l'entourage du sujet. Celui-ci s'adonne donc seul à son addiction, pouvant alors éprouver de la culpabilité et pouvant très souvent privilégier son addiction à son entourage. Les proches se plaindront donc souvent du manque de disponibilité du sujet, et souffriront en tant que « codépendants » de l'addiction du sujet, qui restera secret, souvent dans le mensonge malgré sa souffrance. L'addiction sexuelle est une réelle maladie du système de récompense, et peut être très négative pour le sujet, parfois mener au décès de celui-ci, notamment en cas de conduites dites « à risques » qui peuvent entraîner la contamination par le VIH, ou par le virus de l'hépatite. Des dépendants sexuels ont perdu leur travail à cause de leur consommation d'internet au bureau[réf. nécessaire].
Le premier livre français[réf. souhaitée] sur le sujet :  Les nouvelles formes d'addiction : L'amour, le sexe, les jeux vidéo a été écrit par le psychiatre Marc Valleur en 2010 (Ed. Flammarion).
Une étude plus spécifique a été menée par Jean-Benoît Dumonteix, psychologue, sur la prise de risques et la dépendance au sexe bareback (choix délibéré de rapports sexuels non protégés, en dépit d’un risque de (sur)contamination par le VIH ou d’autres infections sexuellement transmissibles. Principalement médiatisé dans le milieu homosexuel, le bareback inscrit les individus qui le pratiquent dans un rapport particulier à la sexualité).

### Shootsexuel
Une personne souffrant de dépendance sexuelle sera avant tout à la recherche des sensations libérées par l'acte sexuel, souvent obtenues au moment de l'orgasme.
En effet, l'orgasme sexuel apporte une récompense au cerveau : il libère des endorphines, provoquant ainsi un profond bien-être.
Cependant, il n'est pas toujours nécessaire qu'un orgasme ait lieu pour que la personne dépendante ressente une sensation d'apaisement total : la masturbation (sans aller jusqu'au déclenchement de l'orgasme), l'acte de faire quelque chose de sexuel (préliminaires, caresses) ou même tout simplement le fait de voir ou d'imaginer une situation excitante peut suffire à déclencher le processus du shoot.
Le « shoot » (terme utilisé par les personnes dépendantes, mais non reconnu publiquement dans le cadre du sexe[réf. nécessaire]) est une réaction qui se déclenche pendant et/ou après l'acte sexuel.
Il se caractérise par un état euphorique, un profond bien-être, un détachement des soucis en général : des sensations proches de celles obtenues par la prise d'héroïne, d'où le terme de « shoot ». Cette sensation peut durer 30 minutes voire plusieurs heures : sa durée est indéterminée et très variable. Selon la dépendance de la personne, la réaction est plus ou moins forte.
Cet état peut aussi se traduire par des réactions physiques minimes, comme la dilatation des pupilles ou l'augmentation du rythme cardiaque.
La personne dépendante au sexe sera donc sans cesse à la recherche de cet apaisement, qui la poussera à recommencer l'acte sexuel le plus souvent possible ou à multiplier tous types de comportements liés au sexe.
Une fois la sensation du shoot disparue, la phase 4 s'installe rapidement (voir plus haut, « phase de désespoir ») qui fermera la boucle de l'addiction, un cycle continu. Ainsi, entre chaque nouveau comportement sexuel, la sensation de manque est fréquente.

### Manque
Le manque est un comportement typique de l'addiction. C'est une réaction psychologique et parfois physiologique douloureuse que ressent la personne dépendante au sexe lorsque le comportement sexuel n'a pas lieu.
Le manque peut se traduire par une sensation de vide, de tristesse profonde, de paresse. Chez certaines personnes, il peut provoquer des réactions impulsives comme de l'agressivité, de la peur, de l'hyperactivité ou dans le cas contraire de la passivité, de l'anxiété, des insomnies, des comportements à risques tels que l'automutilation ou la prise de produits (médicaments, alcool, drogue), la boulimie, l'anorexie...
La personne dépendante peut avoir plusieurs de ces réactions en même temps lorsqu'elle est en manque, ce qui est très fatigant et éprouvant psychologiquement.
Le manque peut parfois se traduire par des réactions physiques souvent liées à l'anxiété: contractions musculaires, crises d'angoisse, augmentation soudaine ou ralentissement soudain du rythme cardiaque.
Dans le cas où le manque devient quasiment insupportable, il peut conduire au suicide.

## Épidémiologie
L'addiction sexuelle est perçue comme étant, quelquefois mais pas toujours, associée au trouble obsessionnel compulsif (TOC), au trouble de la personnalité narcissique, et  au trouble bipolaire.

## Diagnostic et traitement
La dépendance sexuelle, véritable maladie du système de récompense, peut être soignée à l'aide de la psychothérapie et de groupes de paroles. Elle trahit d'autres problèmes plus profonds qu'il est urgent et important de traiter en psychothérapie ou en psychanalyse lorsque le sujet a admis qu'il/elle est dépendant sexuel et qu'il/elle ne peut pas s'en sortir seul(e). Plusieurs outils permettent d'évaluer le degré de dépendance,,.
- L'échelle de comportement sexuel compulsif de Coleman.
- Sexual Compulsive Scale (SCS)
- Sexual Addiction Screening Test Revised (SAST-R) de Carnes.
- Compulsive Sexual Behaviour Inventory (CSBI)
- Hypersexual Behaviour Inventory (HBI)

Des centres comme le Rhind Practice à Londres proposent des séjours de « désintoxication » ainsi que des groupes de parole thérapeutiques.
En France, certains psychanalystes et addictologues spécialisés en dépendance sexuelle et affective effectuent des consultations pour les dépendants de quelque sexualité que ce soit contre la dépendance sexuelle.
Les thérapies principalement utilisées sont les thérapies cognitives et comportementales :
- Acceptance and Commitment Therapy (ACT)
- Mindfulness-Based Relapse Prevention (MBRP)[13].

Des études ont montré l'efficacité des thérapies cognitives et comportementales dans la réduction de la consommation de pornographie.
Par exemple, il a été constaté une réduction de 92 % de la durée de visionnage de pornographie, pour des patients suivant une thérapie basée sur l'ACT.

## Conséquences de l'addiction sexuelle
Les conséquences de l'addiction sexuelle peuvent être multiples, infections sexuellement transmissibles (IST), dépression, troubles anxieux, ou difficultés relationnelles. Les addicts sexuels peuvent ressentir de la honte et de la culpabilité. Les relations avec le conjoint peuvent souffrir de cette addiction, en diminuant la confiance et en créant des tensions dans le couple.
Un addict sexuel peut également avoir d'autres addictions de substances et/ou comportementales.

## Romans
- Leïla Slimani, Dans le jardin de l'ogre, éditions Gallimard, coll. « Blanche », 2014,  (ISBN 978-2-07-014623-9).